# Georg Arnold Behn

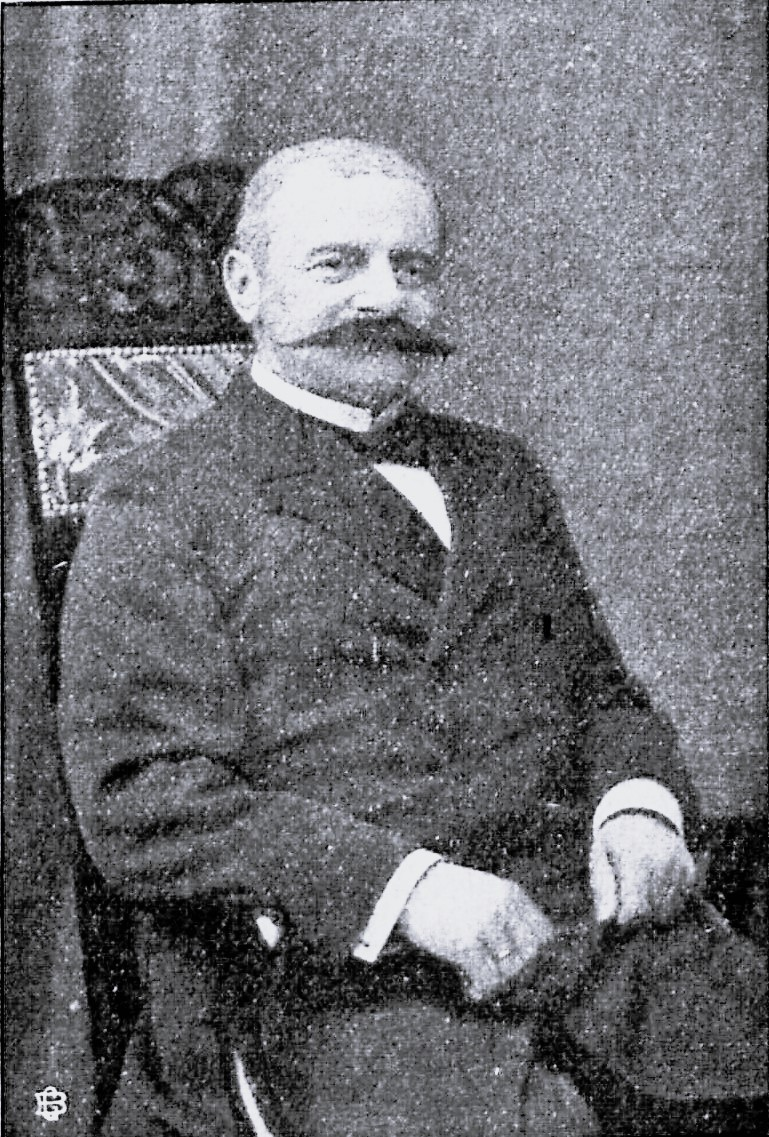
Georg Arnold Behn

Georg Arnold Behn (* 17. August 1846 in Lübeck; † 5. Januar 1904 in Todtmoos) war ein deutscher Kaufmann und Senator der Hansestadt Lübeck.

## Leben

### Herkunft

Breite Straße 95

Behn übernahm zwar das bereits vom Großvater in kleinen Verhältnissen gegründete Handlung A. Behn & Sohn als Erbteil seines Vaters, erschuf das große Warengeschäft aber erst als dessen Leiter in der Hauptsache selber und galt als typisches Vorbild für den „guten lübeckischen“ Kaufmann.
Sein väterliches Haus stand in der Breiten Straße und öffnete sich zur Straße hin mit einem Laden. Durch dessen daneben liegenden vordere Lagerräume führte ein Durchgang zu den hinteren Kontorräumen. Sein Privatkontor galt als besonders sehenswert.

### Laufbahn

#### Kaufmann

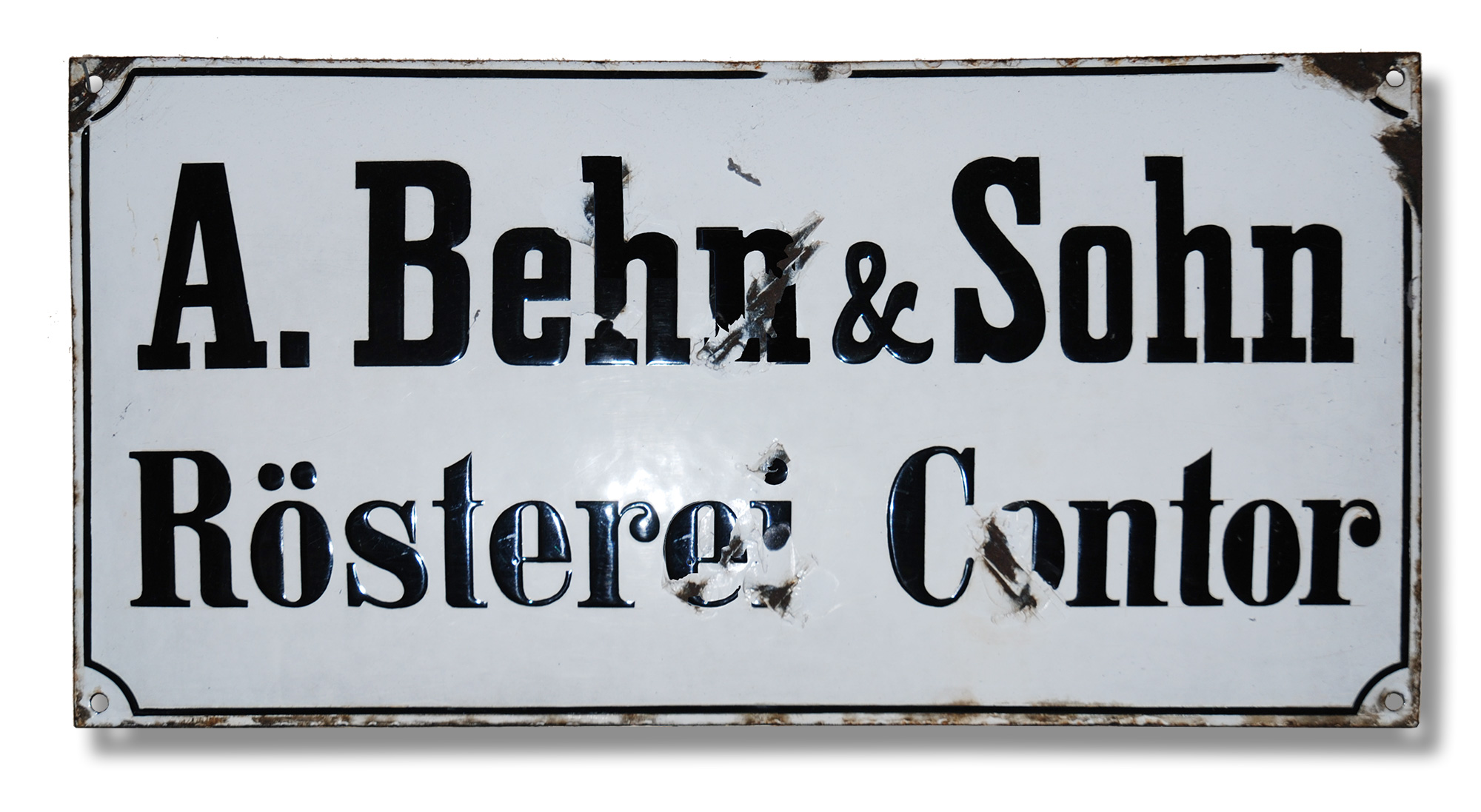
Contor-Schild

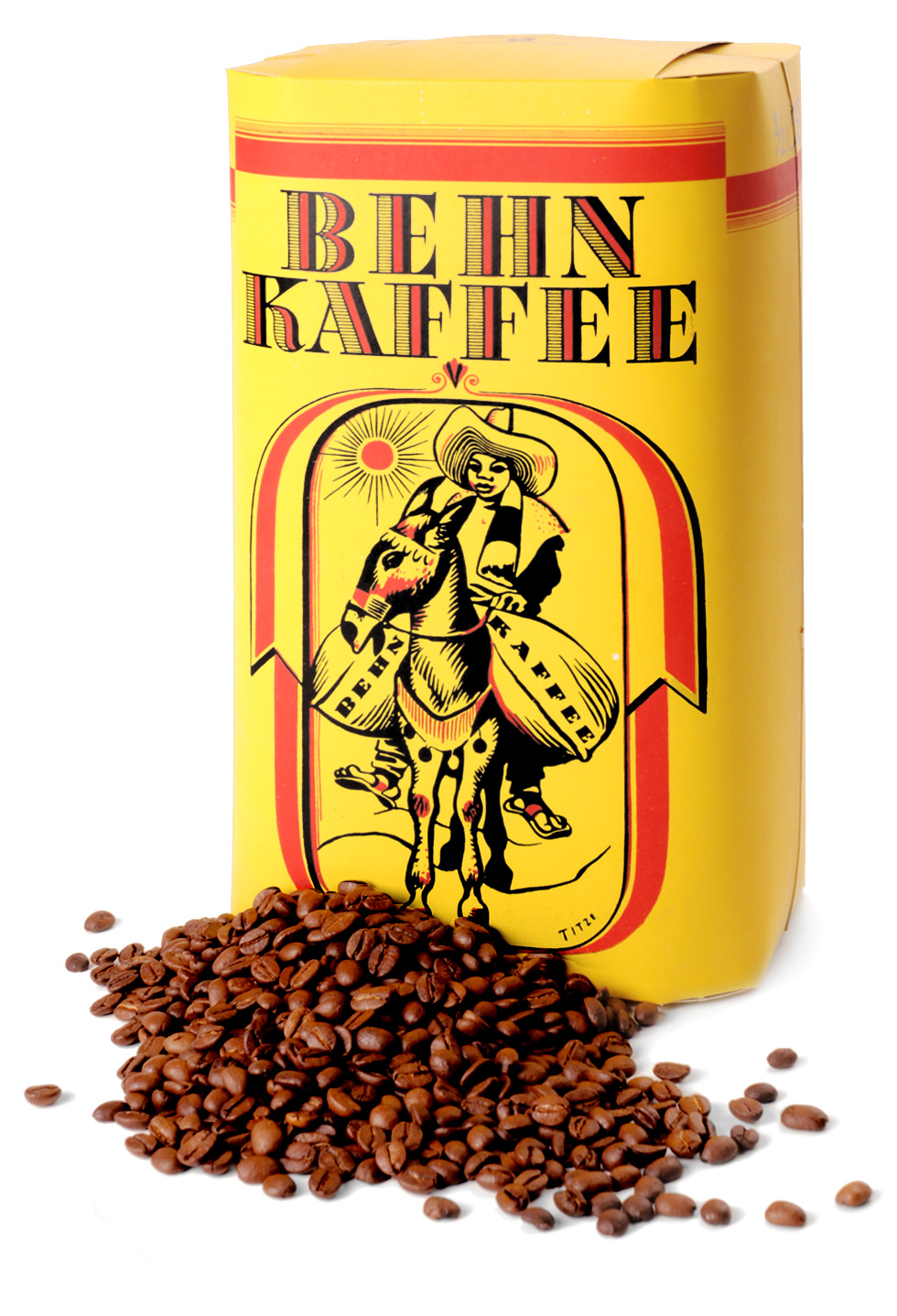
Produkt

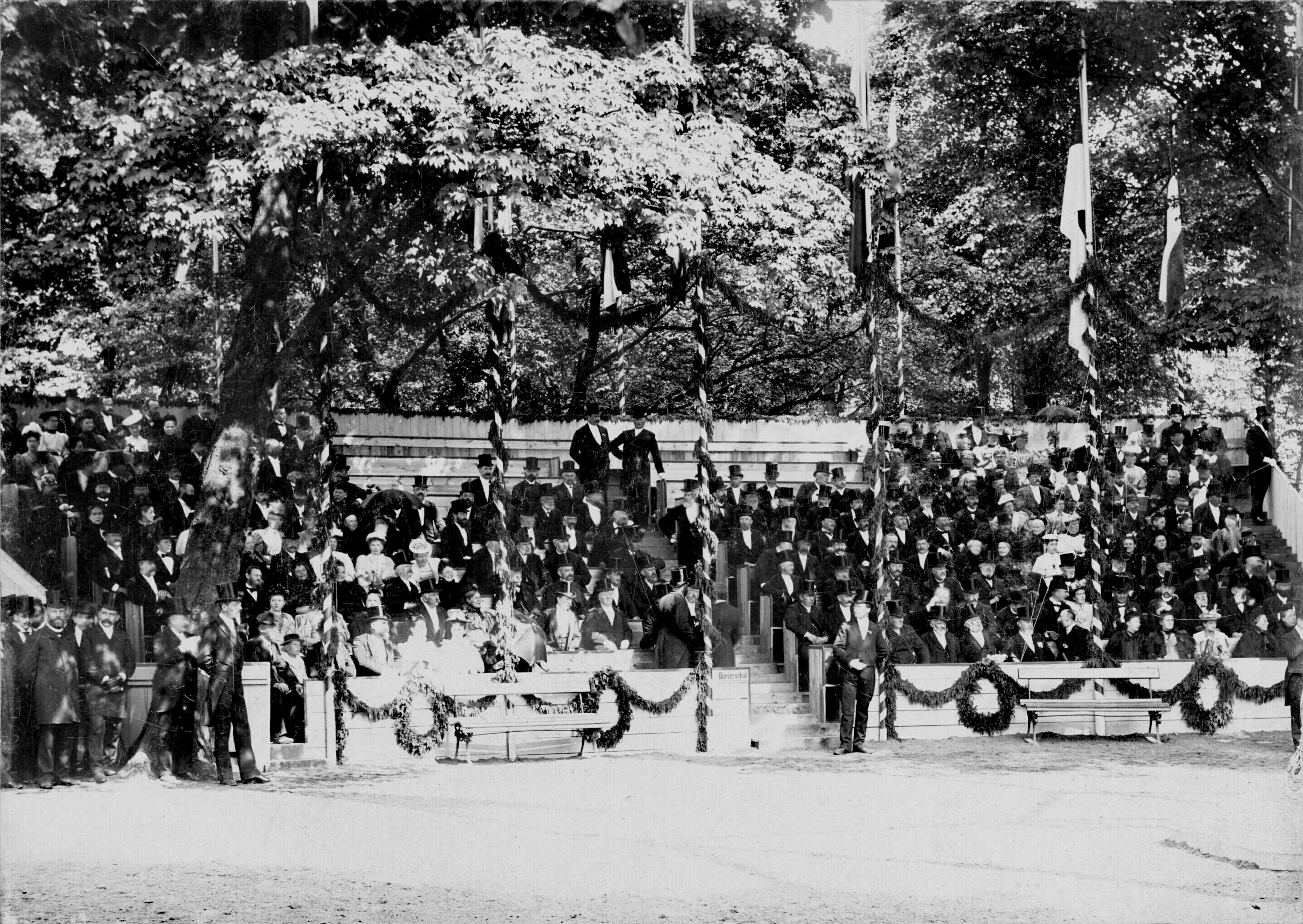
Grundsteinlegung des Elbe-Trave-Kanals am 31. Mai 1895

Nach seiner Ausbildung war Behn mehrere Jahre im Ausland tätig. In das väterliche Geschäft trat Behn, der bis dahin in London tätig war, 1867 als Prokurist ein. Es war die Zeit, in der der Eintritt Lübecks in den Zollverein bevorstand. Die zollpolitische Verbindung der Stadt mit den umliegenden, bereits zum Zollverein gehörenden Länder wie Mecklenburg, Schleswig-Holstein, Hannover dem Lübeckischen Inlandshandel die Aussichten einer neuen Entwicklung erschlossen. Da Behn die Zeichen der Zeit richtig zu deuten wusste und sich mit ganzer Kraft dem väterlichen Geschäft so erfolgreich widmete, waren die Grundlagen des neu organisierten großen Betriebes vollkommen gefestigt, als er aus den Händen Christian Arnold Behns, seines Vaters, sieben Jahre später die alleinige Leitung des Geschäfts erhielt. Ist es zu Beginn seiner Tätigkeit eine Tee-, Gewürz- und Hopfenhandlung gewesen, war es jetzt schon ein Handel von Tee- und Kolonialwaren en Gros und en Detail. Der wirtschaftliche Aufschwungs der Behn’schen Großhandlung setzte sich fort. Zum Zeitpunkt seines Ausscheidens aus dem Lübecker Senat im Jahr 1903 war es das größte Geschäft seiner Branche am Platze und in allen Teilen Norddeutschlands. Besonders im Elbgebiet, aber auch in west- und süddeutschen Reichsteilen hatte sich die Firma A. Behn & Sohn einen hochangesehenen Namen erworben.
Das Lübecker Geschäft zog 1897 aus Platzgründen von der Breiten in die Wahmstraße. In dem Hinterhof des derweil historischen Gebäudekomplexes der „Neuen Rösterei“ von 43-45 gibt es heute wieder eine Kaffeerösterei in einem Restaurant mit Kaffeehaus und Bar.

#### Bürgerschaft
1881 wurde Behn zum Mitglied der Lübecker Bürgerschaft 1881 gewählt. Wiederholt hatte er in beiden Körperschaften des Bürgerausschusses das Amt des Ersten Stellvertreters des Vorsitzenden bekleidet. Er nahm an Beratungen und Arbeiten der Körperschaften teil. Besonders in den Fragen, die Handel, Schifffahrt und Eisenbahnverkehr betrafen, verschaffte er sich Beachtung und Einfluss. Das Komitee für den Bau des Elbe-Trave-Kanals, das sich später zum Kanalverein wurde, wirkte er auf die endliche Verwirklichung des Projektes hin. Hierbei halfen ihm auch seine guten Verbindungen zur Magdeburger Kaufmannschaft und zu den anderen Plätzen der Elbgebiete. Da er öfter in Magdeburg war, suchte er in den dort maßgeblichen Kaufmannskreisen das Interesse zur Unterstützung der Lübecker Kanalbestrebungen zu fördern. Mit besonderer  Liebe widmete er sich auch den Eisenbahnfragen. Eines seiner dortigen Lieblingsgebiete war es, die bis zu seinem Tode jedoch nicht erreichte Verwirklichung der Lübeck-Segeberger Eisenbahn voranzutreiben. Seit 1880 gehörte er, mit Unterbrechung von 1886 bis 1888, der Handelskammer an. Als er 1889 in den Senat berufen wurde, bekleidete er das Amt des ersten Stellvertreters des Präses.
Seit 1885 war er der erste Stellvertreter als Vorsitzender des Wortführers der Bürgerschaft und ab 1888 bis zu seiner Wahl in den Senat deren Wortführer.
Besonders verdient machte er sich um die öffentliche Anerkennung des Lübeckischen Industriewesens. Den meisten Lübeckern galt damals die Industrie in dem Sinne, dass sie ein Faktor des wirtschaftlichen Lebens werden müsse, eher als nebensächlich. Als die einzig zukunftsversprechende Wirtschaftsform galt nämlich der Handel. Senat, Handelskammer und alle anderen Behörden waren auf das rein handelspolitische System ausgerichtet. Dies perhorreszierte der Stadt lange Zeit alle Hinweise auf die Bedeutung der dem übrigen wirtschaftlichen Leben als unentbehrlich einzuordnenden großen industriellen Anteil wahrzunehmen. Die Beseitigung solcher alten Vorurteile und Befangenheiten ist ihm zu verdanken. Aus den hierfür geführten Streit ging die Gründung des Lübecker Industrie-Vereins hervor. Zusammen mit der Handelskammer machte sich dieser zum Träger der zeitgemäßen Bestrebungen. Der Senator wurde der Vorsitzende des Vereins und blieb es lange Jahre.
Im Vaterstädtischen Verein bekleidete Behn, nachdem dessen Begründer und erster Vorsitzender, Emil Wolpmann, in den Senat gewählt worden war, als Nachfolger den Vorsitz. Er war fünf Jahre hindurch Vorsteher des Handelsmuseums und gehörte seit 1884 dem Ausschuss der Lübeck-Büchener Eisenbahn an.
Er war rege im Gemeindevorstand von St. Petri, dem Lübecker Hauptverein der Deutschen Lutherstiftung und der Gesellschaft zur Beförderung gemeinnütziger Tätigkeit tätig.

#### Senat
Im Jahre 1889 wurde Behn in den Lübecker Senat berufen. Als Senator war er an der Leitung und Geschäftsführung der folgenden Behörden und Ausschüsse beteiligt: Kommission für Handel und Schifffahrt, Brandbehörde, Kirchhofs- und Begräbnisdeputation, Zentral-Armendeputation, Steuerbehörde, Rechnungs-Revisionsdeputation, Kommission für kirchliche Angelegenheiten, Leihhausbehörde, Senatsausschuss für Gewerbe- und Versicherungswesen, Senatskommission für Angelegenheiten der Armenverbände, Rekursbehörde in Gewerbesachen, Vorsteherschaft des St. Johannis-Jungfrauenklosters und der Stiftung von Brömbsen-Testament.
Krankheitsbedingt legte Senator Behn am 11. Juli 1903 seine Würde als Senatsmitglied unter Vorbehalt aller Ehrenrechte nieder.

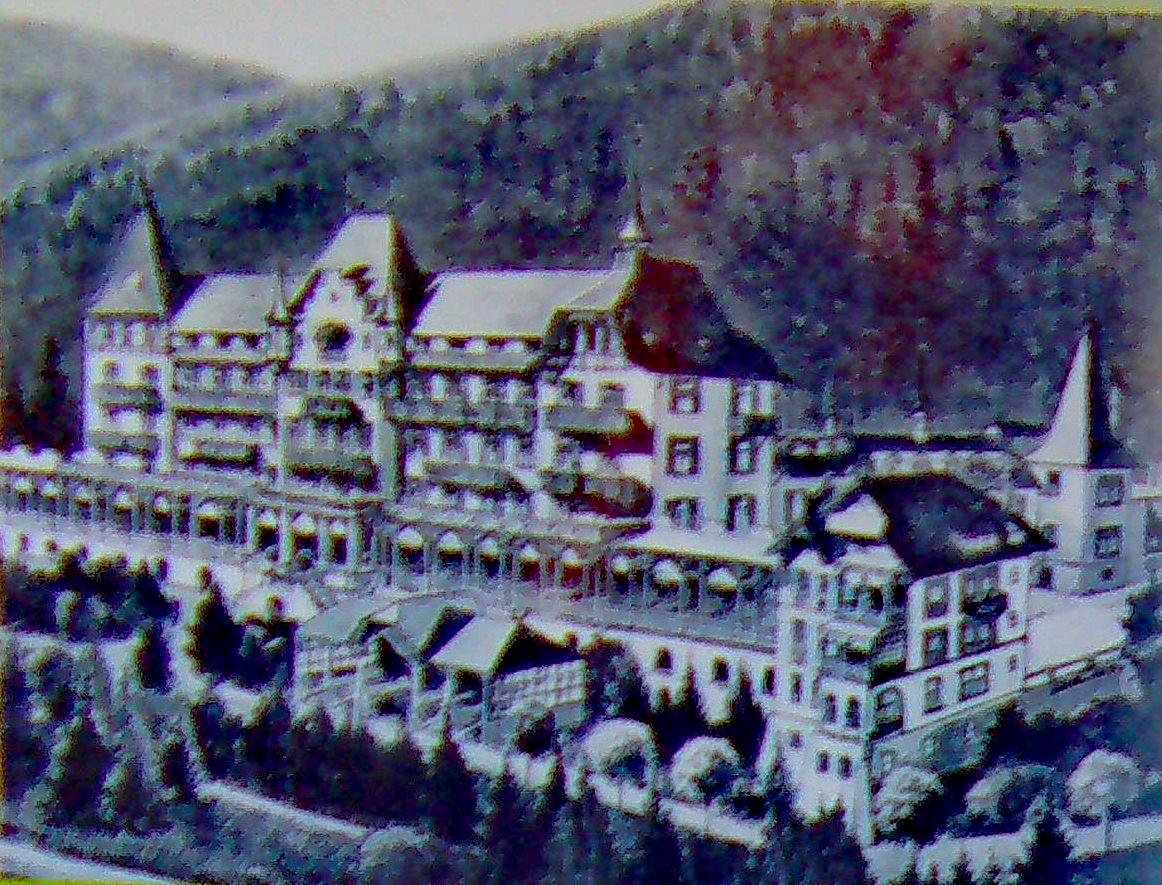
Sanatorium Wehrawald

Da sich sein Zustand zusehends verschlechterte und sich dies im milden Klima des 1901 von Otto Hüglin gegründeten Lungensanatoriums Wehrawald in Todtmoos, das seinerzeitige „deutsche Davos“, auch nicht besserte, erreichte am 6. Januar 1904 die Nachricht von seinem Tode die Stadt nicht überraschend. Nach seiner Überführung leitete am 12. Januar 1904 Pastor Trummer, Hauptpastor der Petrikirche, den dortigen Gottesdienst und die Beisetzungsfeierlichkeiten auf dem Allgemeinen Gottesacker.

### Familie
Behns Sohn Eduard wurde erst Teilhaber und dann neben seinem Vater Mitinhaber des Hauses. Sein Schwiegersohn, Max Schiemann, war Prokurist des Hauses. Nach Behns Tode wurde Eduard Alleininhaber und Max rückte zum zweiten Teilhaber auf.

## Trivia
Nach dem Tode des Senatoren Mann am 13. Oktober 1891 wurde Konsul Fehling und der Weinhändler Tesdorf zum Vormund einer fünf hinterlassenen Kinder bestellt.
Thomas Mann war zu diesem Zeitpunkt 16 Jahre alt. In seinem Roman Die Buddenbrooks, wofür er später den Nobelpreis erhalten sollte, begegnen wir dem Senator Behn als Kaufmann Alfred Lauritzen.